# L'Ouragan (film, 1943)
Pour les articles homonymes, voir Ouragan (homonymie).
L'Ouragan (Flor silvestre) est un film mexicain réalisé par Emilio Fernández, tourné en 1942 et sorti l'année suivante.

## Synopsis
Esperanza (Dolores del Río) raconte à son fils l'histoire de sa vie, sur fond de Révolution mexicaine. En tant que femme, elle a dû s'imposer dans un milieu hostile et lutter pour trouver le bonheur aux côtés de l'homme qu'elle aime.

## Fiche technique
- Réalisation : Emilio Fernández
- Date de sortie : 1943

## Distribution
- Dolores del Río : Esperanza
- Pedro Armendáriz : José Luis Castro
- Emilio Fernández : Rogelio Torres
- Alfonso Bedoya : le lieutenant de Rogelio
- Carlos Riquelme : Cura

## Autour du film
- C'est le premier film que l'actrice Dolores del Río a tourné au Mexique après son retour de Hollywood. Ce film allait marquer le début d'une collaboration fructueuse entre Fernández, del Río, Armendáriz, le photographe Gabriel Figueroa et le scénariste Mauricio Magdaleno, tout le long des années 1940. Ce film est l'un des chefs-d'œuvre de l'âge d'or du cinéma mexicain.
- En juillet 1994, le film est sélectionné dans la liste établie par la revue Somos des 100 meilleurs films mexicains de tous les temps[1].
- Ce film est classé 30e dans la liste des cent meilleurs films du cinéma mexicain, d'après l'avis de 25 critiques et spécialistes du cinéma mexicain, publiée dans la revue Somos en juillet 1994.